# Diveria
Il Diveria o Doveria (Churummbach in walser; Krummbach in tedesco) è un torrente che nasce dal Passo del Sempione a 2005 m d'altezza in territorio svizzero.

## Percorso
Attraversa la frazione di Egga di Sempione e poi il villaggio di Sempione, centro dell'omonimo comune situato a 1476 m d'altezza; da qui segue una direzione sud-est quando forma le Gole di Gondo (Gondoschlucht in tedesco). Successivamente bagna la frazione di Gondo di Zwischbergen e poi prende direzione est.
Entrato in Italia nella Val Divedro, attraversa le frazioni di Paglino, Iselle di Trasquera, Bertonio di Varzo e, poco prima di giungere al centro comunale di Varzo, riceve da sinistra le acque del Cairasca. In seguito prende direzione sud bagnando le frazioni Riceno e Mognata di Varzo; attraversa la frazione Campeglia di Crevoladossola, e a Crevoladossola confluisce nel fiume Toce.

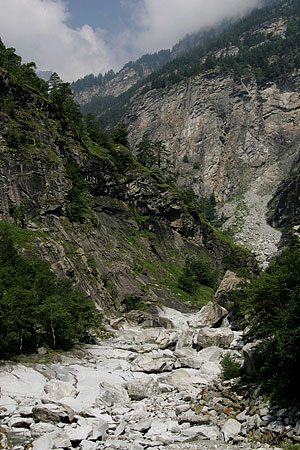
Il torrente Diveria nei pressi di Gondo
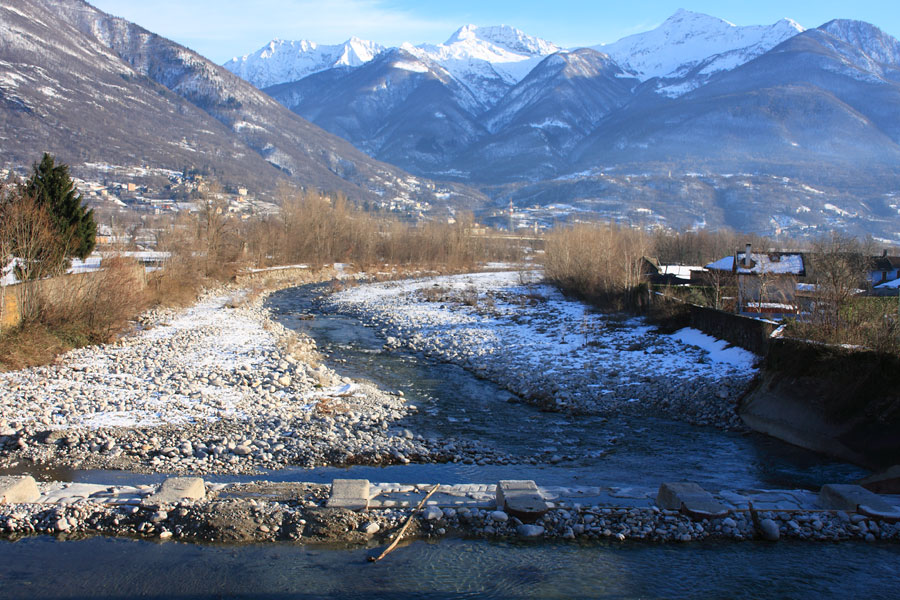
Il torrente Diveria a Crevoladossola, al suo sbocco nella piana ossolana